# Jan Vlasák (herec)
Jan Vlasák (* 3. února 1943 Čáslav) je český herec.

## Biografie
Narodil se v roce 1943 v Čáslavi a vyrůstal v blízké vesnici Dolní Bučice. Údajně již v pěti letech bylo jeho snem stát se hercem, a proto po večerech utíkal z domova na zkoušky ochotnického divadelního souboru v Dolních Bučicích. I přes zásadní nesouhlas otce, který chtěl, aby se syn stal inženýrem, si o pár let později u těchto ochotníků zahrál několik drobných rolí.
Vystudoval čáslavské reálné gymnázium a poté, když se dvakrát za sebou neúspěšně pokusil o přijetí na pražskou DAMU (v mezidobí pracoval jako kulisák v kolínském divadle), složil napoprvé přijímací zkoušky na brněnskou Janáčkovu akademii múzických umění (JAMU). Již během studia vystupoval v prvních profesionálních úlohách, v malých rolích na scéně brněnského Státního divadla – hrál například v Dürrenmattově Herkulovi a Augiášově chlévě 8. poslance, v Brechtově Matce Kuráži a jejich dětech písaře z Čech a také dostal roli Havlíka v Tylově Janu Husovi. Během studií se oženil a jeho ženě se narodilo první dítě. Studium činoherního herectví na JAMU završil v roce 1966 absolventským představením Skleněný zvěřinec dramatika Tennessee Williamse v režii Aloise Hajdy, v němž ztvárnil roli Toma Wingfielda.
Nabídku stát se jedním z prvních herců vznikajícího brněnského Divadla na provázku z rodinných důvodů odmítl (s angažmá nebyl spojen stabilní příjem) a nastoupil do Slováckého divadla v Uherském Hradišti; od ředitele Divadla na provázku Petra Scherhaufera si kvůli tomu vysloužil přezdívku „Zrádce věci divadelní“. V Uherském Hradišti setrval do roku 1969; v Komedii plné omylů zde sehrál první ze svých četných shakespearovských postav a vystoupil zde také v první velké roli Kristiána v Cyranovi z Bergeracu.
V roce 1969 přijal angažmá v ostravském Divadle Petra Bezruče a po čtyřech sezónách přestoupil do tamního Státního divadla, kde strávil následujících devět let (1972–1980) a kde ztvárnil řadu zásadních rolí včetně Cyrana či Hamleta. Setkal se zde i s hereckými kolegy, kteří ho provázeli v další herecké kariéře – pařili k nim například Jan Kačer, Radim Koval, Jitka Smutná nebo Tomáš Töpfer. Když Jan Kačer po velkém úspěchu ostravské inscenace Rváči obdržel v roce 1979 nabídku režírovat v pražském Divadle E. F. Buriana, odvedl s sebou do angažmá i Jana Vlasáka. Ten zde však setrval jedinou sezónu 1980–1981 a v roce 1981 odešel do Státního divadla Brno, kde byla jeho první rolí titulní postava v Shakespearově Othellovi. Režisér Alois Hajda mu od počátku věnoval důvěru a obsadil ho do hlavních rolí v různých hrách – Jan Vlasák díky tomu ztvárnil například Salieriho v Amadeovi, Mánka v Gazdině robě, Francka v Maryše či profesora Higginse.
V roce 1984 Jan Vlasák získal angažmá v Praze v Realistickém divadle Zdeňka Nejedlého. Jeho první rolí byl Jago v Othellovi. Do roku 1990 včetně vystoupil na scéně tohoto divadla téměř ve dvaceti inscenacích (Clárin v inscenaci Život je sen, Candidae v Krobotově inscenaci Candide  aj.); kromě toho hrál s pražským Studiem Bouře (Scaramouche-Dobčinskij v Lásky hra osudná aneb Revizor na Žižkově, šašek Feste ve hře Dvanáctá noc aneb Ať si to každý přebere jak chce).
Na přelomu let 1988 a 1989 jej režisér František Derfler přizval ke spolupráci v rámci tehdy vzniklého bytového „Divadla u stolu“ na hře (scénickém čtení filozofických esejů významného českého myslitele Josefa Šafaříka) Průkaz totožnosti. Dne 17. listopadu 1989 se zúčastnil demonstrace a během následujících dnů jezdil na venkov, kde promlouval k odborářům a dělníkům. Do aktivní politiky ovšem nikdy nevstoupil a pokračoval v herecké kariéře.
V roce 1990 přijal nabídku angažmá v pražském Národním divadle, kde setrval do roku 2000; zde – alespoň zpočátku – účinkoval v několika významných rolích – ztvárnil například Jana Marhoula, Charlese ve Smrti obchodního cestujícího či Písania v Cymbelínovi. V době angažmá v Národním divadle se podílel i na jiných projektech, účinkoval v literárních večerech pořádaných Lyrou Pragensis, vystupoval v inscenacích A studia Rubín, Divadla v Řeznické či v divadle Ta Fantastika. V roce 1997 se zúčastnil mezinárodního projektu s divadlem Black Box Praha, pro které v angličtině nazkoušel roli v dramatu Translations Briana Friela.
Od poloviny 90. let do roku 2005 působil také jako pedagog na VOŠ herecké v Praze-Michli, a to vždy po tři roky ve dvojici s některou hereckou kolegyní: Marií Málkovou, Lenkou Termerovou a Jitkou Smutnou.
Po odchodu z Národního divadla přijal na krátkou dobu angažmá v Divadle Rokoko, kde ztvárnil např. postavu Willyho Lomana ve Smrti obchodního cestujícího. Souběžně hrál i v jiných divadlech a projektech – například v Divadle v Řeznické účinkoval v Ionescově hře Král umírá a v Jarryho Králi Ubu (s Jaroslavem Duškem), účinkoval opakovaně v rámci Letních shakespearovských slavností (např. Malvolio ve hře Večer tříkrálový aneb Cokoli chcete v režii Viktora Polesného) či ve smíchovském Švandově divadle. V roce 2004 odešel z Rokoka na volnou nohu, ale v roce 2006 nastoupil do Městských divadel pražských, kde působí dodnes. I v tomto angažmá ztvárnil řadu velkých rolí – např. Arganta ve Scapinových šibalstvích, Knoflíkáře v Peeru Gyntovi, Tatínka ve Zlatých úhořích či titulní úlohu v Králi Learovi.

Zatím nejnovějšími jsou hlavní role Kníže vídeňský Vincentio v inscenaci Něco za něco (2018, Divadlo pod Palmovkou) a André, osmdesátník (trpící Alzheimerovou chorobou) v inscenaci Otec (2017, Divadlo Rokoko).
Účinkoval v řadě televizních inscenací a seriálů (Tři králové, PF 77, Hodina tance a lásky, Ordinace v růžové zahradě, Cesty domů, Cukrárna, Cirkus Bukowski, První republika) a filmů (Výchova dívek v Čechách, Milenci a vrazi, Vratné lahve, Bathory), příležitostně spolupracuje se zahraničními produkcemi (filmy Duna, Hostel), po mnoho let pracuje v rozhlase a v dabingu.

## Rodina
S manželkou Eliškou, psycholožkou a spisovatelkou, žije již přes padesát let. Mají spolu tři děti – syna Jana (žije dlouhodobě v zahraničí), Barunku (kvůli diagnóze simplexní schizofrenie žije od 18 let v ústavu v Seleticích) a Andulku.

## Dílo

### Audioknihy
- 2019 Zikmund Winter: Rozina sebranec, Radioservis a.s.

### Rozhlasové role
- 1993 Jiří Šotola: Tovaryšstvo Ježíšovo, četba (12 pokračování), účinkoval: Jan Vlasák, režie: Zdeněk Kozák[13]
- 1994 Milan Navrátil na motivy arabské pohádky: O rybáři a člověku z moře, účinkovali: Blanka Bohdanová, Jan Vlasák (rybář Abdalláh), Petr Štěpánek, Jaroslav Satoranský, Stanislav Fišer, Vladimír Brabec, Sylva Turbová, Miroslava Pleštilová, Jiří Holý a Jiří Šrámek. Režie: Maria Křepelková[14]
- 2019 David Greig: Vzdálené ostrovy, Český rozhlas, překlad David Drozd. Rozhlasová úprava a dramaturgie Martin Velíšek. Hudba Jan Šikl. Režie Petr Mančal. Osoby a obsazení: Kirk - majitel ostrova (Jan Vlasák), Kirkova neteř (Ivana Uhlířová), John - přírodovědec (Marek Holý) a Robert - přírodovědec (Jiří Racek) a (Rostislav Novák).[15]
- 2020 – Alois Jirásek: Lucerna (Praha)[16]